# Progetto Proteoma Umano
il Progetto Proteoma Umano o The Human Proteome Project (HPP) è uno sforzo collaborativo coordinato dell'organizzazione Proteoma umano (Human Proteome Organization) che ha l'obiettivo di osservare sperimentalmente tutte le proteine prodotte dalle sequenze tradotte del genoma umano.

## Progetti e gruppi
L'attuale insieme di gruppi di lavoro sono elencati di seguito, in ordine di cromosoma da studiare:
| Cromosoma | Capogruppo           | Nazione affiliata                    |
| --------- | -------------------- | ------------------------------------ |
| 1         | Fuchu He             | Cina                                 |
| 2         | Lydie Lane           | Svizzera                             |
| 3         | Toshihide Nishimura  | Giappone                             |
| 4         | Yu Ju Chen           | Taiwan                               |
| 5         | Rainer Bischoff      | Paesi Bassi                          |
| 6         | Paul Keown           | Canada                               |
| 7         | Ed Nice              | Australia, Nuova Zelanda             |
| 8         | Pengyuan Yang        | Cina                                 |
| 9         | Je-Yoel Cho          | Seul, Corea del Sud                  |
| 10        | Joshua Labaer        | Stati Uniti                          |
| 11        | Jong Shin Yoo        | Corea del sud                        |
| 12        | Visith Thongboonkerd | India, Singapore, Taiwan, Thailandia |
| 13        | Young Ki Paik        | Corea del Sud                        |
| 14        | Jérôme Garin         | Francia                              |
| 15        | Gilberto B. Domont   | Brasile                              |
| 16        | Fernando Corrales    | Spagna                               |
| 17        | Bill Hancock         | Stati Uniti                          |
| 18        | Alex Archakov        | Russia                               |
| 19        | Gyorgy Marko Varga   | Svezia                               |
| 20        | Siqiu Liu            | Cina                                 |
| 21        | Daniel Figeys        | Canada                               |
| 22        | Charles Lee          | Stati Uniti                          |
| X         | Tadashi Yamamoto     | Giappone                             |
| Y         | Hosseini Salekdeh    | Iran                                 |
| MT        | Andrea Urbani        | Italia                               |